# Renault Initiale (1995)
El Renault Initiale es un prototipo de automóvil presentado por la compañía francesa Renault en 1995, un sedán de lujo mostrado en primicia en el  Bagatelle (el concurso de elegancia organizado por el grupo Louis Vuitton) y luego exhibido en el Salón del Automóvil de Ginebra. Marcó el regreso de Renault a la fabricación de modelos de alta gama.

## Presentación
El Initiale Concept, diseñado por Patrick le Quément, ofrecía una línea exterior muy original y un lujoso interior firmado por Louis Vuitton, cuyos diseñadores crearon una línea de equipaje especial para acompañar al Initial Concept.
El nombre de este prototipo es el origen de la denominación del Renault Initiale Paris de 2013, así como del acabado "Initiale Paris" utilizado en los modelos de alta gama de Renault. 

## Características
El motor es un V10 de 3.5 litros de cilindrada y capaz de rendir 392 CV a 8000 rpm, procedente de la Fórmula 1 y de las pruebas de Renault Sport.